# Cœurs de tissu
Cœurs de tissu (Paper Hearts) est le 10e épisode de la saison 4 de la série télévisée X-Files. Dans cet épisode, Mulder et Scully découvrent de nouvelles victimes d'un tueur en série que Mulder a fait mettre en prison et qui prétend désormais avoir assassiné la sœur de Mulder disparue depuis des années.
Vince Gilligan a eu l'idée du scénario en réfléchissant à une explication alternative au sujet de la disparition de Samantha Mulder. L'épisode a été accueilli favorablement par la critique, l’interprétation de Tom Noonan, pour qui le rôle du tueur avait été écrit spécifiquement, ayant été particulièrement saluée.

## Résumé
À la suite d'un rêve qu'il fait depuis plusieurs nuits, Mulder découvre le squelette d'une fillette enterré dans un parc de Manassas. Il découvre qu'un cœur de tissu a été découpé dans les vêtements de l'enfant, et reconnaît le modus operandi de John Lee Roche, un tueur en série ayant avoué treize meurtres de fillettes dans les années 1980. Mulder est l'agent qui a appréhendé Roche, en devinant qu'il commettait ses meurtres lors de ses déplacements professionnels, mais la collection de cœurs du tueur n'a jamais été retrouvée.
L'autopsie menée par Scully révèle que la victime, désormais identifiée, a été tuée en 1975, ce qui suggère que Roche a commencé sa série de meurtres bien avant que le FBI ne le pensait. En fouillant l'ancienne voiture de Roche, Mulder et Scully trouvent sa collection de cœurs et en comptent seize. Ils rendent visite à Roche en prison pour qu'il leur divulgue les noms des deux victimes manquantes mais le tueur profite de la situation pour tourmenter Mulder et demande à avoir sa collection en échange. Pendant la nuit, Mulder rêve de l'enlèvement de sa sœur Samantha mais, à la place d’extraterrestres, c'est Roche qui l'enlève.
Le lendemain, Mulder interroge Roche sur ses faits et gestes à l'époque de la disparition de Samantha, et Roche prétend avoir vendu un aspirateur au père de Mulder à cette période. Mulder frappe Roche, mais retrouve plus tard l'aspirateur en question chez sa mère. Il obtient de Skinner la permission de l'interroger à nouveau. Roche révèle l’emplacement du corps de l'une des deux victimes, qui n'est pas celui de Samantha. Le tueur prétend que la dernière victime est Samantha mais qu'il ne dévoilera l'endroit où il l'a enterrée que si Mulder l'emmène à Martha's Vineyard, sur les lieux de l'enlèvement. Mulder réussit à obtenir la sortie temporaire de prison de Roche sans l'autorisation de Skinner.
Mulder accompagne Roche à Martha's Vineyard, et le tueur raconte dans les détails comment il a procédé pour enlever Samantha. Cependant, la maison où Mulder l'a conduit a été achetée par son père après l'enlèvement, ce qui persuade Mulder que Roche lui ment. Tous les deux passent la nuit sur place mais, à son réveil, Mulder découvre que Roche a disparu en emportant son badge et son arme de service. Roche enlève une fillette à Swampscott en se servant de l'identité de Mulder. Celui-ci, accompagné par Scully et Skinner, remonte sa piste jusqu'à une casse d'autobus. Mulder trouve Roche dans un bus, menaçant la fillette de son arme. Roche lui dit que s'il l'abat, il ne connaîtra jamais la vérité sur l'identité de la dernière victime. Voyant que Roche s'apprête à tuer la fillette, Mulder lui tire une balle dans la tête. Plus tard, il range le dernier cœur dans un tiroir de son bureau, se demandant toujours si la dernière victime était Samantha.

## Distribution
- David Duchovny : Fox Mulder
- Gillian Anderson : Dana Scully
- Mitch Pileggi : Walter Skinner
- Tom Noonan : John Lee Roche
- Rebecca Toolan : Teena Mulder
- Vanessa Morley : Samantha Mulder
- Carly McKillip : Caitlin

## Production
Vince Gilligan trouve l'idée du scénario en réfléchissant à propos de l'enlèvement de Samantha Mulder, qui est l'arc narratif ayant la plus longue durée de la série. Gilligan imagine une histoire où Samantha n'aurait pas été enlevée par des extraterrestres mais assassinée par un tueur en série. Il se sert d'une série de rêves prophétiques pour que Mulder en vienne à douter de la version qu'il a cru pendant des années. Voulant inclure une forme particulière de fétichisme chez le tueur, il écrit d'abord une version où celui-ci arrache le cœur de ses victimes. Pensant que cela va trop loin, il remplace ensuite cet élément de l'histoire par la collection de cœurs de tissu du tueur. Gilligan écrit spécifiquement le personnage de John Lee Roche pour qu'il soit interprété par Tom Noonan et le contacte personnellement pour lui proposer le rôle. Noonan, convaincu par le scénario, accepte rapidement.
La scène dans le gymnase où John Lee Roche met Mulder au défi de marquer un panier nécessite sept prises. David Duchovny, qui a joué au basket-ball à l'université de Princeton, marque le panier dans quatre de ces prises. La casse d'autobus où se déroule le climax de l'épisode se situe à Surrey et avait été sélectionnée plusieurs mois auparavant par l'équipe de repérages comme lieu de tournage possible. Gilligan écrit la scène après avoir vu les photographies prises par l'équipe de cet endroit, et le tournage dans ce lieu prend moins d'une journée. L'épisode est tourné avant Tunguska mais sa postproduction a lieu après pour permettre à la société Area 51 de se concentrer sur la conception des effets spéciaux délicats de ce double épisode.
Mark Snow déclare à propos de la musique de l'épisode qu'elle est différente de celles qu'il compose habituellement pour la série, la qualifiant d'« aérienne, féérique et dépourvue d'éléments trop menaçants ». Vince Gilligan salue l'interprétation de Tom Noonan, expliquant que la subtilité de son jeu l'a fait frissonner.

## Accueil

### Audiences
Lors de sa première diffusion aux États-Unis, l'épisode réalise un score de 10,7 sur l'échelle de Nielsen, avec 16 % de parts de marché, et est regardé par 16,59 millions de téléspectateurs.

### Accueil critique
L'épisode a été globalement bien accueilli par la critique. Pour Michael Roffman, de Time Magazine, c'est le meilleur épisode centré sur Mulder de la série par sa puissance émotionnelle et la relation entre Mulder et Roche qui rappelle celle entre Will Graham et Hannibal Lecter dans Dragon rouge. Le site IGN le classe à la 9e place des meilleurs épisodes standalone de la série, le qualifiant de « perturbant et effrayant tout en ne recourant qu'à une légère touche de surnaturel » et saluant les interprétations de David Duchovny et Tom Noonan, « l'un des méchants les plus menaçants de toute la série ». Dans leur livre sur la série, Robert Shearman et Lars Pearson lui donnent la note de 5/5, évoquant l'un des épisodes les plus émouvants de la série et saluant l'interprétation de David Duchovny et la façon dont l'épisode met en lumière le côté destructeur de l'obsession de Mulder.
Todd VanDerWerff, du site The A.V. Club, lui donne la note de A, mettant en avant « l'intrigue d'une simplicité remarquable », l’interprétation de David Duchovny qui est peut-être « sa meilleure de toute la série » et celle de Tom Noonan qui fait de son personnage « l'un des plus formidables monstres à visage humain de X-Files ». Sarah Stegall, du site Munchkyn Zone, lui donne la note de 5/5, affirmant que l'épisode « établit de nouveaux standards » pour la série sur les plans de l'émotion et de la tension. Pour John Keegan, de Critical Myth, qui lui donne la note de 8/10, le travail sur la caractérisation des personnages, la réalisation de Rob Bowman et l'interprétation de David Duchovny et de Tom Noonan sont tous très convaincants et compensent largement « certaines petites facilités » du scénario.
En France, le site Le Monde des Avengers évoque « un magnifique scénario de Vince Gilligan » mettant en scène un face-à-face « haletant de bout en bout » et encore renforcé par des scènes oniriques « somptueuses » et une musique « merveilleuse ». Pour le site Daily Mars, c'est un « épisode brillant, caractéristique d'une saison qui cherche à garder les fondamentaux de X-Files tout en travaillant à approfondir la définition des personnages, et la profondeur psychologique de cet univers ».

### Distinctions
En 1997, Mark Snow est nommé pour cet épisode à l'Emmy Award de la meilleure composition musicale pour une série.